# Moḩammad ‘Alī Qeshlāqī
Moḩammad ‘Alī Qeshlāqī (persiska: محمّدعلی قشلاقی, Moḩammadqolī Qeshlāq) är en ort i Iran.   Den ligger i provinsen Västazarbaijan, i den nordvästra delen av landet, 400 km väster om huvudstaden Teheran. Moḩammad ‘Alī Qeshlāqī ligger 1 914 meter över havet och antalet invånare är 444.
Terrängen runt Moḩammad ‘Alī Qeshlāqī är huvudsakligen kuperad. Moḩammad ‘Alī Qeshlāqī ligger nere i en dal.Runt Moḩammad ‘Alī Qeshlāqī är det ganska glesbefolkat, med 34 invånare per kvadratkilometer. Närmaste större samhälle är Z̧āher Kandī, 17,2 km sydväst om Moḩammad ‘Alī Qeshlāqī. Trakten runt Moḩammad ‘Alī Qeshlāqī består i huvudsak av gräsmarker.